# سوماس (واشینگتن)
سوماس (به انگلیسی: Sumas) شهری در شهرستان واتکام ایالت واشینگتن است که در سرشماری سال ۲۰۱۰ میلادی، ۱۳۰۷ نفر جمعیت داشته است.